# NGC 107
NGC 107 est une galaxie spirale barrée située dans la constellation de la Baleine. NGC 107 a été découverte par l'astronome russo-américain Otto Struve en 1866.

## Caractéristiques
Sa vitesse par rapport au fond diffus cosmologique est de 5 950 ± 26 km/s, ce qui correspond à une distance de Hubble de 87,8 ± 6,2 Mpc (∼286 millions d'al).
L'image de NGC 107 par l'étude SDSS montre assez nettement la présence d'une barre traversant le centre de cette galaxie. La classification indiquée par le professeur Seligman semble plus appropriée que celles de la base de données NASA/IPAC et de Wolfgang Steinicke (Sbc).
NGC 107 présente une large raie HI.